# Guillaume-Marie-Anne Brune

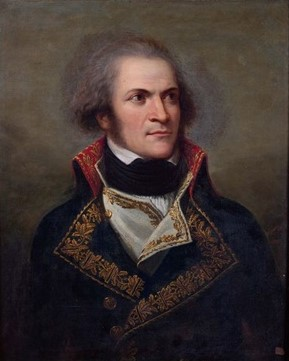
Andrea Appiani: Brune als Général de division, 1800/1801

Graf Guillaume-Marie-Anne Brune (* 13. März 1763 in Brive-la-Gaillarde, Corrèze; † 2. August 1815 in Avignon ermordet) war ein französischer Offizier in der Zeit der Revolutionskriege, der durch Napoleon zum comte de l’Empire in der Noblesse impériale erhoben und zum Maréchal d’Empire ernannt wurde.

## Leben

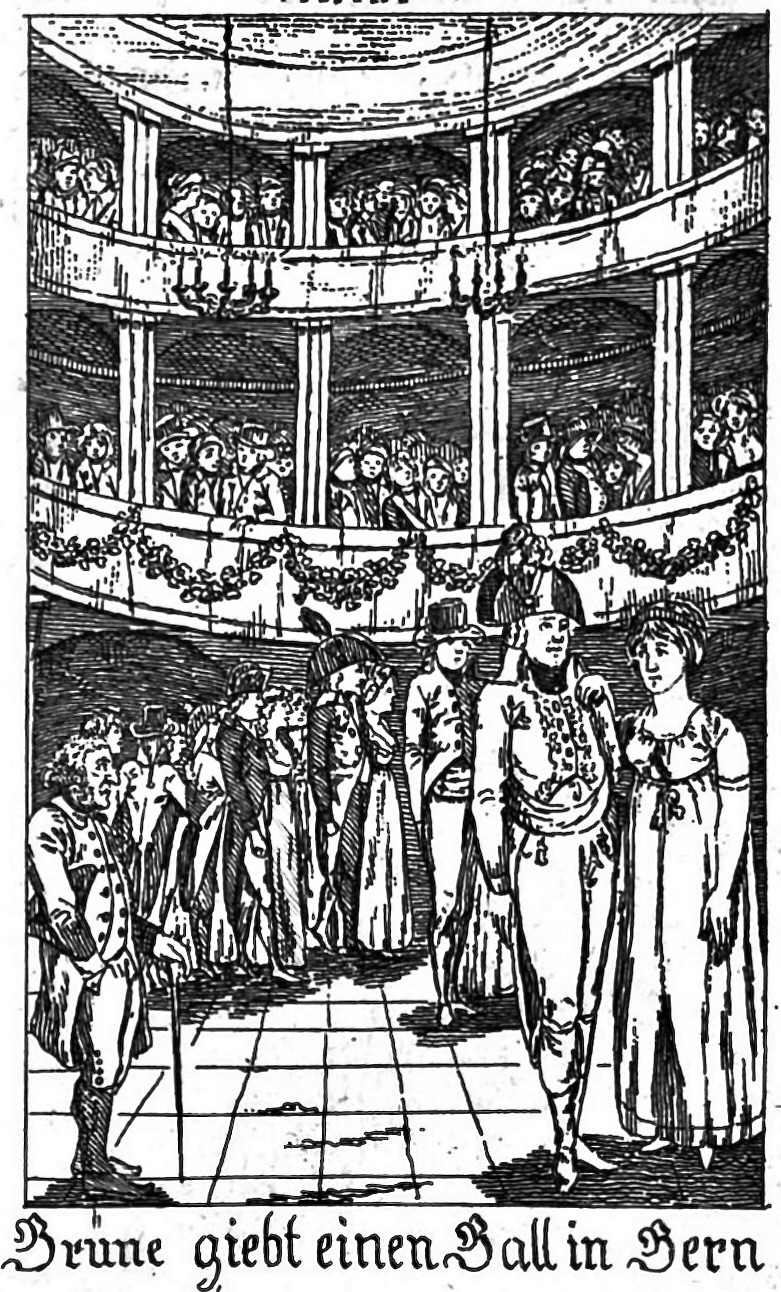
Johann Georg Heinzmanns Kleine Schweizer-Chronik: Siegesfeier nach der Kapitulation von Stadt und Republik Bern

Brune, Sohn eines königlichen Advokaten, wollte in Paris Rechtswissenschaften studieren. Als 1789 die Revolution ausbrach, schloss er sich dieser an. Er wurde im Club des Cordeliers Mitglied und befreundete sich mit Danton. Vorübergehend wurde er Mitglied der Pariser Nationalgarde, gründete dann aber 1790 eine kleine Druckerei, die er jedoch ein Jahr später zugunsten des Militärs wieder aufgab. Nachdem er mehrere politische Flugschriften veröffentlicht hatte, ging er 1792 als Zivilkommissar nach Belgien und wurde 1793 Generaladjutant und Colonel bei der „Armée du Nord“ (Nordarmee), mit der er den Aufstand der Vendée bekämpfte.
Zum Général de brigade befördert, kämpfte er in der Schlacht bei Hondschoote (8. September 1793) unter Jean-Nicolas Houchard, half im Vendémiaire 1795 (5. Okt.) in Paris den royalistischen Aufstand der Sektionen niederzuschlagen, befehligte 1796 und 1797 in Italien unter André Masséna, warf bei Rivoli (14. und 15. Januar 1797) die Österreicher zurück und erhielt dann das Kommando der Division Augereau.
Nach der Helvetischen Revolution bekam er den Auftrag, Stadt und Republik Bern zu besetzen, und löste die Aufgabe durch einen raschen Feldzug. Nachdem er im Februar 1798 in der aufständischen Waadt eingetroffen war, führte er zunächst Verhandlungen, bereitete aber gleichzeitig den Angriff vor. Am 6. März marschierte er in Bern ein und beschlagnahmte die Kriegskasse des aristokratischen Regimes. Am 16./19. März befahl er den Schweizern, die Republiken Rhodanien, Helvetien und Tellgau zu bilden, was aber nicht geschah. (Stattdessen wurde am 12. April in Aarau die Eine und Unteilbare Helvetische Republik ausgerufen, die radikale Reformen durchführte, bis Bonaparte sie als selbsternannter Médiateur de la Confédération suisse 1803 auflöste.) Vom 4. April bis 27. Juli 1798 war Brune Kommandant der Armée d’Italie.
1799 erhielt er den Oberbefehl in der Batavischen Republik, schlug den Herzog von York am 19. September 1799 bei Bergen op Zoom, am 6. Oktober bei Beverwijk und zwang ihn anschließend zur Kapitulation von Alkmaar und zur Räumung Hollands. Nach dem 18. Brumaire wurde Brune von Bonaparte in die Vendée geschickt und beendete dort zusammen mit Gabriel de Hédouville den Bürgerkrieg.

Johann Carl Bock nach Jean Duplessis-Bertaux: Räumung der Batavischen Republik durch die anglo-russische Invasionsarmee

Im August 1800 wurde er zum Oberkommandierenden der Armée d’Italie (Italienische Armee) ernannt, weil Bonaparte nach Paris abgereist war. Am 25. Dezember griffen seine Truppen die Österreicher unter Bellegarde in der Schlacht am Mincio an und drängten diese über den Mincio an die Etsch zurück. Im Januar 1801 über die Etsch und die Brenta gehend, besetzten seine Truppen Vicenza und Rovereto. Er schloss darauf am 16. Januar 1801 in Treviso mit Graf Bellegarde einen Waffenstillstand, der den Frieden von Lunéville einleitete. 1802 trat er als Präsident der Kriegssektion in den Staatsrat und wurde zwischen 1803 und 1805 als Gesandter nach Konstantinopel geschickt. Nach seiner Rückkehr ernannte ihn Napoleon 1804 neben anderen Generälen zum Maréchal d’Empire.
Ende 1806 zum Generalgouverneur der Hansestädte ernannt und mit dem Kommando der Truppen in Schwedisch-Pommern betraut, nahm er 1807 Stralsund und Rügen durch Kapitulation. Durch eine Zusammenkunft mit König Gustav IV. Adolf von Schweden, der ihn, allerdings vergeblich, zu bewegen suchte, Ludwigs XVIII. Partei zu ergreifen, erregte er das Misstrauen Napoleons, wurde abberufen und blieb ohne Anstellung. 1815 schloss er sich Napoleon wieder an, wurde zum Pair ernannt und erhielt den Oberbefehl in Toulon, das er möglichst lange gegen die Bourbonen behaupten sollte.
Als er sich nach Napoleons zweitem Sturz nach Paris begeben wollte, wurde er in Avignon am 2. August 1815 von royalistischen Fanatikern ermordet.

## Auszeichnungen
- 1804: Grosskreuz (grand aigle, grand cordon) der Ehrenlegion
- Sein Name ist am Triumphbogen in Paris in der 23. Spalte eingetragen.